# Las Nubes, Escuintla
Las Nubes är en ort i Mexiko.   Den ligger i kommunen Escuintla och delstaten Chiapas, i den sydöstra delen av landet, 800 km sydost om huvudstaden Mexico City. Las Nubes ligger 1 070 meter över havet och antalet invånare är 162.
Terrängen runt Las Nubes är kuperad västerut, men österut är den bergig. Runt Las Nubes är det ganska tätbefolkat, med 111 invånare per kvadratkilometer. Närmaste större samhälle är Huixtla, 18,1 km söder om Las Nubes. I omgivningarna runt Las Nubes växer i huvudsak städsegrön lövskog.